# Servius Cornelius Scipio Salvidienus Orfitus (Konsul 51)
Servius Cornelius (Scipio) Salvidienus Orfitus war ein römischer Politiker und Senator und stammte aus einer patrizischen Familie. 
Während der Herrschaft des Claudius war Orfitus Quästor and diente später als Stadtprätor. Im Jahr 51 wurde er ordentlicher Konsul an der Seite des Kaisers, wurde aber im späteren Verlauf des Jahres von weiteren Suffektkonsuln abgelöst. 61/62 war er Prokonsul der Provinz Africa. Marcus Aquilius Rufus klagte ihn im Senat an, woraufhin er verurteilt und auf Anweisung Neros wohl 66 hingerichtet wurde. Orfitus war Mitglied des Priesterkollegiums der Pontifices und der Bruderschaft der sodales Augustales. Sein Sohn hieß ebenfalls Servius Cornelius Scipio Salvidienus Orfitus.